# فوسفيد الألومنيوم والغاليوم والإنديوم
 فوسفيد الألمنيوم والغاليوم والإنديوم  (AlGaInP) هي مادة شبه موصلة تستخدم في صناعة الديودات المشعة للضوء.